# Naan
Naan é um antigo e típico pão indiano, com receita à base de trigo, podendo servir de acompanhamento a qualquer refeição. O pão é assado em um tandur e possui um formato peculiar, sendo circular e achatado. 